# Carlos Gimeno Valero
Carlos Gimeno Valero (* 25. Juni 2001 in Valencia) ist ein spanischer Tennisspieler.

## Karriere
Gimeno Valero trainiert an der Tennisakademie von Juan Carlos Ferrero. Er spielte ab 2017 auf der ITF Junior Tour und konnte dort im Juli 2019 mit Platz 12 seine beste Notierung erreichen. Sein größter Erfolg auf der Junior Tour war das Erreichen des Finals von Wimbledon 2019. Hier unterlag er dem Japaner Shintarō Mochizuki in zwei Sätzen.
Ab der zweiten Jahreshälfte 2019 konzentrierte er sich vollends auf Profiturniere. Im Oktober konnte er nacheinander die ersten zwei Titel auf der dritthöchsten Turnierserie, der ITF Future Tour, gewinnen, womit er in der Tennisweltrangliste in die Top 600 einstieg. 2020 machte er weiter schnell Fortschritte und gewann nach der Corona-Pause im September seinen dritten Titel. Bei seiner zweiten Turnierteilnahme auf der ATP Challenger Tour in Barcelona überraschte er die Konkurrenz. Mit Enzo Couacaud, Christopher O’Connell und Facundo Bagnis schlug er drei Spieler der Top 200, wobei Bagnis selbst nur zu drei Spielgewinnen kam. Er verlor letztlich im Halbfinale gegen Damir Džumhur und konnte sich so dennoch in die Top 450 schieben. Ein weiteres gutes Turnierresultat in Marbella brachte ihn auf Platz 396. Hier schlug er mit Federico Coria den Setzlistenersten und die Nummer 89 der Welt deutlich mit 6:4, 6:1. Bei seinem sechsten Challenger-Turnier gelang ihm dann der erste Titelgewinn. Auf Gran Canaria schlug er im Finale den Belgier Kimmer Coppejans und stieg dadurch mit Rang 295 erstmals in seiner Karriere in die Top 300 der Welt ein.

## Erfolge
| Legende (Anzahl der Siege) |
| Grand Slam                 |
| ATP Finals                 |
| ATP Tour Masters 1000      |
| ATP Tour 500               |
| ATP Tour 250               |
| ATP Challenger Tour (1)    |

### Einzel

#### Turniersiege
| Nr. | Datum        | Turnier    | Belag | Finalgegner      | Ergebnis |
| --- | ------------ | ---------- | ----- | ---------------- | -------- |
| 1.  | 7. März 2021 | Las Palmas | Sand  | Kimmer Coppejans | 6:4, 6:2 |